# Villa Laderchi
Villa Rotonda è un edificio storico sito in via Castel Raniero, a Faenza, in provincia di Ravenna.

## Storia
La villa fu edificata, per volere del conte Achille Laderchi seniore, nel 1798, sulla base del progetto dell'architetto neoclassico Giovanni Antonio Antolini. Denominata “Rotonda” per la pianta circolare del salone centrale, cui corrisponde un porticato semicircolare colonnato all'esterno, fu oggetto di un ampliamento da ambo i lati tra il 1835 e il 1840. Trasmessa in eredità al conte Achille Laderchi iuniore (1830-1906), sposo della nobile Anna dei conti Zucchini, come il padre Francesco grande animatore del risorgimento delle Romagne, la villa fu in seguito comprata dai conti Cavina, che la rivendettero nel corso del novecento.

## Descrizione

### La villa
La villa, perfettamente simmetrica, si sviluppa su due piani, il seminterrato e il piano terra. Quando, nel corso dell'Ottocento, le ali aggettanti dal corpo centrale vennero ampliate per ospitare quattro sale al piano superiore e due vani seminterrati, uno di essi fu affrescato con paesaggi romantici dipinti da Romolo Liverani, mentre i restanti vani vennero decorati in stile neoclassico. Ai due lati della villa sono posti a breve distanza i due tempietti, originariamente l'uno una cappella e l'altro un tempio d'iniziazione massonica, essendo il committente conte Achille filofrancese e massone.

### I giardini
Il progetto originario dei giardini non rispecchia il parco attuale, d'impostazione romantica e fortemente ridotto ed alterato anche per i danni della seconda guerra mondiale. Nel bosco vi è un laghetto che circonda su tre lati una piccola rovina rialzata. Di fronte al lato colonnato della villa vi è una terrazza semicircolare bordata di pini.